# Platypeza banksi
Platypeza banksi är en tvåvingeart som beskrevs av Johnson 1923. Platypeza banksi ingår i släktet Platypeza och familjen svampflugor. Inga underarter finns listade i Catalogue of Life.